# Maria Cira Destro

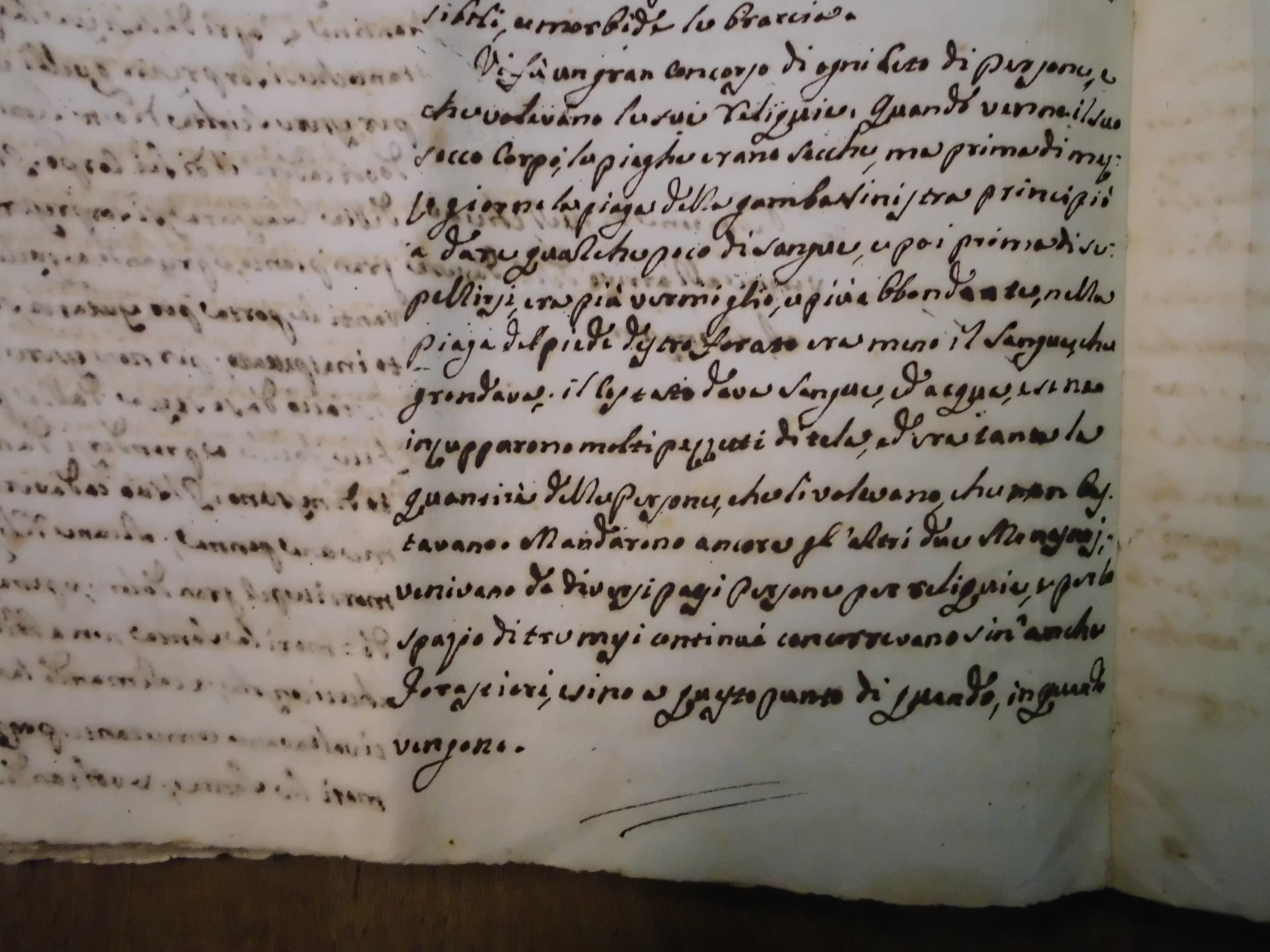
Relazione dei Padri Cappuccini inerente alle stimmate di suor Maria Cira Destro, successiva alla sua morte del 1818, Archivio Convento Cappuccini di Palermo, Sezione II/Superiori Generali, Capitoli Generali, Carpetta 5, Fsc 16.

Suor Maria Cira Destro (Corleone, 12 marzo 1782 – Corleone, 24 luglio 1818) è stata una religiosa e mistica italiana, morta in fama di santità, proclamata Serva di Dio.

## Biografia
Al secolo Maria Antonia, nasce a Corleone il 12 marzo 1782 da Gaetano Destro e Serafina Governali e muore a soli 36 anni.

### Vita religiosa
Nel 1801 entra nel monastero della SS. Annunziata di Corleone e diventa clarissa con la professione religiosa del 7 aprile 1804. La sua vita religiosa è caratterizzata dall'amore per Cristo crocifisso e da fenomeni mistici descritti nelle lettere che il confessore, decano Benedetto Canzoneri, scrive a mons. Gabriele Maria Gravina, vicario capitolare dell'arcidiocesi di Monreale. Tali lettere sono conservate presso l'archivio storico della Chiesa Madre di Corleone.

### Fenomeni mistici
Suor Maria Cira avrebbe sperimentato vessazioni diaboliche e opposizioni da parte delle consorelle che la fanno allontanare dal monastero ritenendo contagiose le piaghe che le erano apparse al petto, alle mani e ai piedi e che lei definirà "divine Misericordie". In particolare, due lettere del Canzoneri a mons. Gravina affermano che: «Il 3 maggio 1810, festa dell' inventio crucis, le si aprì una piaga in forma di croce al braccio sinistro, ma si rimarginarono le piaghe delle braccia e delle mani. Il 24 giugno dello stesso anno comparve un'altra piaga nel braccio destro a forma di cuore».
Nel 1811 rientra nel chiostro per volontà di mons. Gravina che aveva un rapporto epistolare con la religiosa la quale avrebbe preannunciato il ritorno delle piaghe, che agli occhi delle consorelle sarebbero risultate più contagiose di prima. In molti accorrono al monastero per affidarsi alle sue preghiere, tra i quali si ricordano mons. Severino Agraz, vicario generale della diocesi di Monreale, e il futuro vescovo di Lipari, mons. Carlo M. Lenzi, e varie testimonianze del tempo, conservate negli archivi storici della diocesi di Monreale e dei Cappuccini di Palermo, parlano di altri fatti prodigiosi come estasi, profezie e guarigioni.

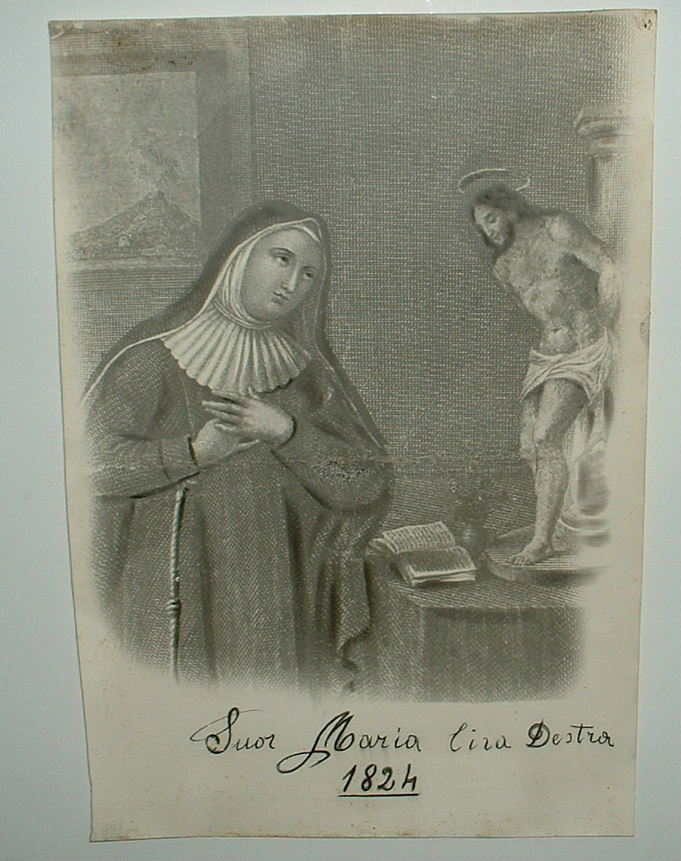
Suor Maria Cira Destro, incisione, 1824, fatta realizzare a Napoli da mons. Gabriele M. Gravina.

Non mancano, però, le opposizioni di qualche sacerdote, in particolare del canonico Giuseppe Bentivegna, visitatore del monastero, che la ritiene responsabile della sospensione del commercio di pane, dolci e cera da lui intrapreso con la complicità della badessa Angela Anzalone e che suor Maria Cira avrebbe ritenuto contrario allo spirito francescano di povertà. Con suor Maria Cira vive in monastero la sorella Biagia la cui presenza in clausura viene autorizzata da mons. Gravina perché le monache non vogliono assisterla, essendo spesso costretta a letto per le sue piaghe. Più volte viene esaminata da sacerdoti inviati dalla curia diocesana di Monreale e persino da un'apposita commissione di Cappuccini e da un medico fisico nominati dal vescovo mons. Domenico Benedetto Balsamo. Il canonico Giovanni Sanicola, vicario foraneo di Bisacquino, la osserva varie volte "nel tempo della Comunione, e dopo la Comunione grondante di vivo sangue, che le scorrea dalla faccia" e il canonico Calogero Giacone, nonostante alcune consorelle dicano che sia "ossessa per suggestione", parla del suo carattere umile e dei suoi gesti di carità verso i poveri, numerosi a Corleone in quel difficile periodo storico, e afferma che la vita di suor Maria Cira "presenta uno sviluppo reale dello spirito di Dio".
Alcune lettere del confessore parlano anche di "nozze mistiche".
In una delle sue profezie avrebbe predetto l'arrivo di Garibaldi in Sicilia, la soppressione del suo monastero con le leggi eversive e il ritrovamento del corpo di Sant'Oliva come nelle leggende ricordate da Giuseppe Pitrè e Giuseppe Agnello. Nelle sue profezie ci sono anche rimandi alla Casa di Loreto, a Torre di Faro e a Santa Eustochia dello stesso ordine di Santa Chiara.

### Morte
Costretta ad uscire ancora una volta dalla clausura, con Breve Apostolico della Santa Sede dell'aprile 1818, a causa dei vari tentativi fatti in monastero per avvelenarla, muore dopo pochi mesi nella casa paterna, in fama di santità, il venerdì 24 luglio 1818 all'età di trentasei anni. Sepolta nel monastero, già nella prima metà dell'Ottocento all'interno della comunità ecclesiale corleonese viene proposto di dare inizio al processo di beatificazione della mistica. Secondo testimonianze scritte coeve delle consorelle, tra le quali suor Maria Teresa Ciavarello, suor Maria Gabriela Sangiorgi, suor Maria Angelica Guarneri e suor Maria Giachina Trumbaturi, alla sua morte e, per alcuni mesi, intorno alla sua tomba, si sarebbe sentito uno straordinario profumo (osmogenesi) e si sarebbero verificate delle guarigioni al contatto con oggetti o indumenti a lei appartenuti.

### Traslazione del corpo
Dal 1894, anno della repressione dei Fasci siciliani, per volontà di mons. Domenico Gaspare Lancia di Brolo, il corpo di suor Maria Cira Destro riposa nella Chiesa Madre della cittadina di Corleone, dove vi è una via a lei intitolata. La traslazione nella Chiesa Madre non avviene, però, senza difficoltà. Lo storico Giovanni Colletto narra che nell’ex monastero dell'Annunziata, soppresso con le leggi eversive del 1866 e 1867, in particolare nella parte divenuta caserma, un carabiniere che dorme nei pressi del sepolcro di suor Maria Cira ha una visione in cui la monaca “lo rimproverava delle sue bestemmie e gli dichiarava di volere essere tolta da quel posto. Il carabiniere ne ebbe così profonda impressione che diede segni di alienazione mentale”. All'inizio il generale Roberto Morra di Lavriano e della Montà che, in seguito alla proclamazione dello stato d’assedio in Sicilia contro il movimento dei Fasci dei lavoratori, riceve pieni poteri come Regio Commissario Straordinario, si oppone al trasferimento del corpo di suor Maria Cira Destro. Corleone è un centro importante di protesta contadina per l’opera di Bernardino Verro, sindaco sindacalista ucciso dalla mafia, che proprio nel 1894 viene arrestato e condannato al carcere come uno dei capi dei Fasci. In quell’anno il clima a Corleone è abbastanza teso ma alla fine il sindaco Gandolfo Bentivegna autorizza la riesumazione delle spoglie di suor Maria Cira e il loro trasferimento nella Chiesa Madre dove attualmente sono custodite in un sarcofago marmoreo nella cappella laterale di San Francesco d'Assisi. Nel 2018 la tomba è inserita dal FAI nel percorso delle Giornate di Primavera all'interno anche del Progetto "Apprendisti Ciceroni" per studenti liceali impegnati nell'Alternanza Scuola Lavoro.

### Fama di santità e Causa di Beatificazione
Suor Maria Cira Destro è stata in passato conosciuta col titolo di "Serva di Dio" ed anche per questa ragione mons. Cataldo Naro l'ha inserita nella litania delle figure di santità della Chiesa monrealese Archiviato il 30 aprile 2019 in Internet Archive.. In occasione del bicentenario della morte (1818-2018) sono state raccolte nella diocesi di Monreale varie testimonianze storiche utili all'avvio del processo di beatificazione secondo l'iter delle cause antiche, per il quale la Conferenza Episcopale Siciliana ha dato parere favorevole in data 12 marzo 2019 su richiesta di mons. Michele Pennisi. Il 21 marzo 2019 è stato nominato dall'Associazione Culturale "Suor Maria Cira Destro" di Corleone (riconosciuta come Actor Causae) il Postulatore che il 31 maggio 2019 ha presentato il Supplex libellus. In data 22 luglio 2019 è stato emanato dall'Arcivescovo di Monreale, mons. Michele Pennisi, apposito Editto per l'introduzione della Causa di Beatificazione e Canonizzazione della Serva di Dio Suor Maria Cira Destro diffuso il 24 luglio 2019 durante la cerimonia della I edizione del Premio artistico letterario per studenti intitolato alla clarissa corleonese. Il 28 novembre 2019 la Congregazione delle Cause dei Santi ha rilasciato il Nulla Osta alla Causa di Beatificazione e Canonizzazione della Serva di Dio Suor Maria Cira Destro. L'insediamento del Tribunale e della Commissione storica è avvenuto alla presenza di Mons. Michele Pennisi il 24 luglio 2020 nella Chiesa Madre di Corleone. La fase diocesana della Causa si è chiusa nel 2022 ed è iniziata la fase romana presso il Dicastero delle Cause dei Santi.

## Opere d'arte

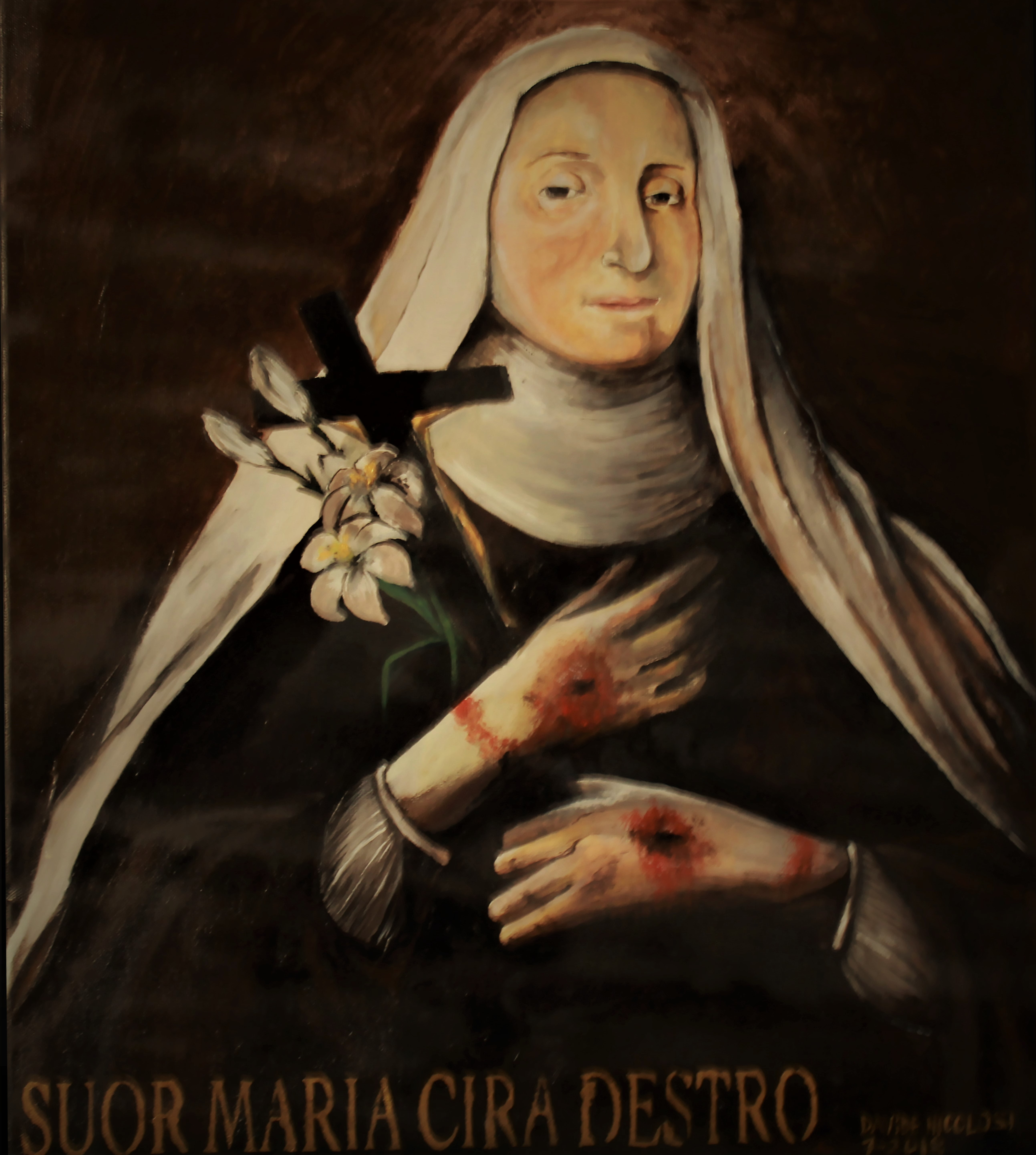
Ritratto di Suor Maria Cira Destro, acrilico su tela di Davide Nicolosi, 2018

Nella sagrestia della chiesa dell'Immacolata di Corleone si conserva una tela di anonimo pittore siciliano ottocentesco nella quale è raffigurata con le stimmate insieme all'Ecce Homo, "innanzi al quale suor Maria Cira soleva effondere le sue preghiere. Si narra che dall'altarino pigliava i fiori e ne regalava quelli, cui aveva ottenuto la grazia desiderata, e rimandava a mani vuote con buone parole, quando il Signore non esaudiva le sue domande". Alla base della tela si legge la seguente iscrizione: “Alla rimembranza felice della Sig‐a Suor Maria Cira Destro Moniale Professa del Ven.le Mon.ro di S.a M.a Annunciata di Corleone, l’eroica vita di questa Religiosa, figlia veramente degna del serafico padre è così ammirabile, che per quanto se ne dica, è sempre poco. L’intatto giglio di purità, la celeste fiamma di amore verso l’immacolato Agnello, la fervida devozione verso la B.ma Vergine, la gran carità verso il Prossimo, l’umiltà, la mansuetudine, le virtù tutte insomma onde fioriva ne formerebbero il più distinto elogio, straordinarie piaghe e altri insigni doni Celesti di cui arricchilla il Divino Sposo. La lode di rara Vergine irreprensibile è un tributo che merita. La patria ha dovuto risentir la perdita di persona sì degna di tutt’i riguardi, donna ricolma di tutti i doni dello Spirito Santo. Sul verde degli anni al trentaseiesimo dell’età e diciottesimo di Religione il Venerdì 24 luglio 1818 chiuse Ella i lumi in pace a questa terra”.
Altre due tele ottocentesche, custodite a Corleone presso le famiglie Terrusa e Troia, la raffigurano con le stimmate che furono osservate da un pittore, di cui si sconosce il nome, chiamato subito dopo la morte. Mons. Gravina nel 1824 fece anche realizzare a Napoli un’incisione che la ritrae a colloquio con l'Ecce Homo e un'effigie in cera, sempre ottocentesca, chiusa in scarabattola e conservata nella Chiesa Madre di Corleone. Nella sagrestia della chiesa di San Bernardo da Corleone si conserva una teca reliquiaria con un sandalo appartenuto alla religiosa clarissa.